# Septième circonscription des Alpes-Maritimes
La septième circonscription des Alpes-Maritimes est l'une des neuf circonscriptions législatives du département des Alpes-Maritimes en France. Elle s'étend sur la ville d'Antibes et sur son arrière-pays, regroupant les communes de Valbonne, de Biot, de Roquefort-les-Pins, ainsi qu'une partie de Vallauris. Elle est représentée dans la XVIIe législature par Éric Pauget, député Les Républicains siégeant dans le groupe Droite républicaine. 

## Description géographique

### Historique

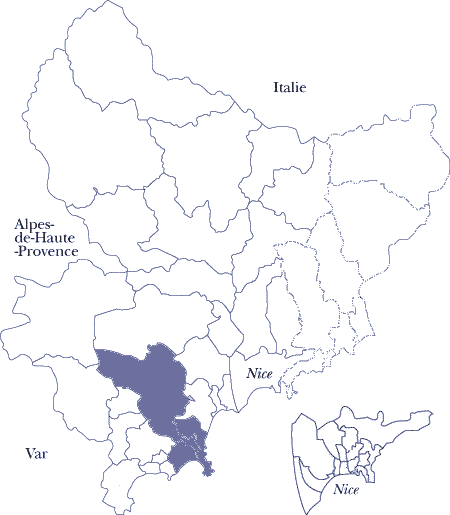
Carte de l'ancienne 7e circonscription (redécoupage de 1986).

La circonscription est créée lors du redécoupage des circonscriptions de 1986 qui entre en vigueur lors des élections législatives de 1988 et qui crée trois nouvelles circonscriptions dans les Alpes-Maritimes. Elle regroupe la ville d'Antibes et ses environs, englobant les cantons suivants : 
- Canton d'Antibes-Biot
- Canton d'Antibes-Centre
- Canton du Bar-sur-Loup
- Canton de Vallauris-Antibes-Ouest.

### Circonscription actuelle
Le redécoupage des circonscriptions réalisé en 2010, en vigueur à partir des élections législatives de 2012, réduit légèrement la taille de la septième circonscription au profit de la huitième circonscription du département. L'ordonnance no 2009-935 du 29 juillet 2009, votée par le Parlement le 21 janvier 2010, lui attribue la même composition cantonale qu'auparavant, à l'exception du canton de Vallauris-Antibes-Ouest dont seule une partie est dorénavant incluse dans la septième circonscription. La partie incluse correspond à la partie antiboise de ce canton ainsi qu'à la fraction de la commune de Vallauris comprise « au sud d'une ligne définie, à partir de la limite de la commune de Cannes, par l'axe des voies ci-après : le boulevard de la Batterie, le boulevard Grandjean, le boulevard des Glaïeuls, le boulevard des Horizons, l'avenue Georges-Clemenceau, la montée des Mauruches, le chemin Lintier, le chemin des Clos, le chemin de Notre-Dame, le chemin du Devens puis une ligne continuant l'axe du chemin du Devens jusqu'à la limite de la commune d'Antibes ».
Avec le redécoupage cantonal de 2014, les limites de la circonscriptions n'ont pas varié mais sa composition cantonale est devenue la suivante : 
| Canton                      | Commune |
| --------------------------- | --- |
| Partie d'Antibes-1          | Antibes - partie de Vallauris (seule la partie sud de Vallauris est comprise dans la 7e circonscription)                          |
| Antibes-2                   | Antibes |
| Antibes-3                   | Antibes - Biot |
| Partie de Valbonne          | Antibes - Caussols - Châteauneuf-Grasse - Courmes - Gourdon - Le Bar-sur-Loup - Le Rouret - Opio - Tourrettes-sur-Loup - Valbonne |
| Partie de Villeneuve-Loubet | Roquefort-les-Pins |

La circonscription compte 13 communes dont une fraction de la commune de Vallauris. La partie du canton de Valbonne comprise dans la circonscription correspond à la totalité du canton hors Cipières et Gréolières. La partie du canton de Villeneuve-Loubet comprise dans la circonscription correspond à la seule commune de Roquefort-les-Pins.

## Démographie
En 2009, la septième circonscription définie par le redécoupage de 1986 comptait 147 971 habitants, s'étendait sur 232,24 kilomètres carrés, et sa densité de population s'élevait à 637 habitants par kilomètre carré. La répartition démographique par canton de la septième circonscription selon le redécoupage de 1986 est donnée dans le tableau ci-dessous.
| Canton                  | 2009    |
| ----------------------- | ------- |
| Antibes-Biot            | 38 620  |
| Antibes-Centre          | 28 522  |
| Bar-sur-Loup            | 35 309  |
| Vallauris-Antibes-Ouest | 45 520  |
| Total                   | 147 971 |

La population totale de la circonscription selon le rédécoupage de 2010 est la suivante : 
| 2013    | 2019    | 2021    |
| ------- | ------- | ------- |
| 130 960 | 129 463 | 131 575 |

## Description historique et politique

### Historique des députations
| Législature | Début de mandat | Fin de mandat   | Député        | Parti politique | Observations |
| ----------- | --------------- | --------------- | ------------- | --------------- | --- |
| IXe         | 23 juin 1988    | 1er avril 1993  | Pierre Merli  | UDF-RAD         | Maire d'Antibes |
| Xe          | 2 avril 1993    | 21 avril 1997   | Pierre Merli  | UDF-RAD         | Maire d'Antibes Mandat écourté à la suite d'une dissolution parlementaire décidée par Jacques Chirac.                                                                                      |
| XIe         | 12 juin 1997    | 18 juin 2002    | Jean Leonetti | UDF-RAD         | Maire d'Antibes, président de la communauté d'agglomération de Sophia Antipolis (→ 2001)                                                                                                   |
| XIIe        | 19 juin 2002    | 19 juin 2007    | Jean Leonetti | UMP-RAD         | Maire d'Antibes, président de la communauté d'agglomération de Sophia Antipolis |
| XIIIe       | 20 juin 2007    | 29 juillet 2011 | Jean Leonetti | UMP-RAD         | Maire d'Antibes, président de la communauté d'agglomération de Sophia Antipolis. Remplacé par Michel Rossi le 30 juillet 2011 à la suite de sa nomination dans le gouvernement Fillon (3). |
| XIIIe       | 30 juillet 2011 | 19 juin 2012    | Michel Rossi  | UMP             | Maire d'Antibes, président de la communauté d'agglomération de Sophia Antipolis. Remplacé par Michel Rossi le 30 juillet 2011 à la suite de sa nomination dans le gouvernement Fillon (3). |
| XIVe        | 20 juin 2012    | 20 juin 2017    | Jean Leonetti | UMP-RAD         | Maire d'Antibes, président de la communauté d'agglomération de Sophia Antipolis |
| XVe         | 21 juin 2017    | 21 juin 2022    | Éric Pauget   | LR              | Conseiller municipal d'Antibes. |
| XVIe        | 22 juin 2022    | 9 juin 2024     | Éric Pauget   | LR              | Conseiller municipal d'Antibes. Mandat écourté à la suite d'une dissolution parlementaire décidée par Emmanuel Macron.                                                                     |
| XVIIe       | 8 juillet 2024  | En cours        | Éric Pauget   | LR              | Conseiller municipal d'Antibes. |

### Élections de 1988
| Candidat       | Candidat           | Parti           | Premier tour | Premier tour | Second tour | Second tour |  |
| Candidat       | Candidat           | Parti           | Voix         | %            | Voix        | %           |  |
| -------------- | ------------------ | --------------- | ------------ | ------------ | ----------- | ----------- |  |
|                | Pierre Merli élu   | UDF (Rad) (URC) | 22 833       | 46,48        | 33 482      | 65,19       |  |
|                | Michel Rolant      | PS              | 11 943       | 24,31        | 17 882      | 34,81       |  |
|                | Claude Scannapieco | FN              | 10 904       | 22,19        | Retrait     | Retrait     |  |
|                | Gérard Piel        | PCF             | 3 449        | 7,02         |             |             |  |
|                |                    |                 |              |              |             |             |  |
| Inscrits       | Inscrits           | Inscrits        | 77 639       | 100,00       | 77 639      | 100,00      |  |
| Abstentions    | Abstentions        | Abstentions     | 27 653       | 35,62        | 24 529      | 31,59       |  |
| Votants        | Votants            | Votants         | 49 986       | 64,38        | 53 110      | 68,41       |  |
| Blancs et nuls | Blancs et nuls     | Blancs et nuls  | 857          | 1,71         | 1 746       | 3,29        |  |
| Exprimés       | Exprimés           | Exprimés        | 49 129       | 98,29        | 51 364      | 96,71       |  |

Le suppléant de Pierre Merli était Gérard Renaudo, conseiller municipal RPR d'Antibes-Juan-les-Pins.

### Élections de 1993
| Candidat       | Candidat                   | Parti                      | Premier tour | Premier tour | Second tour | Second tour |  |
| Candidat       | Candidat                   | Parti                      | Voix         | %            | Voix        | %           |  |
| -------------- | -------------------------- | -------------------------- | ------------ | ------------ | ----------- | ----------- |  |
|                | Pierre Merli sortant réélu | UDF (Rad)                  | 23 477       | 43,79        | 30 278      | 64,75       |  |
|                | Robert Crépin              | FN                         | 13 134       | 24,5         | 16 483      | 35,25       |  |
|                | Marc Daunis                | PS (ADFP)                  | 4 925        | 9,19         |             |             |  |
|                | Pascal Marquès             | Les Verts (EÉ)             | 4 283        | 7,99         |             |             |  |
|                | Gérard Piel                | PCF                        | 2 935        | 5,47         |             |             |  |
|                | Claude Ammirati            | Divers gauche (Maj. prés.) | 1 964        | 3,66         |             |             |  |
|                | Yvette Huver               | LT-LNÉ                     | 1 048        | 1,95         |             |             |  |
|                | Maurice Gillard            | Divers écologiste          | 944          | 1,76         |             |             |  |
|                | Alain Pruvost              | MDC                        | 587          | 1,09         |             |             |  |
|                | Michelle Roy               | PLN                        | 201          | 0,37         |             |             |  |
|                | Abdelkrim Bourekab         | Divers gauche (Maj. prés.) | 120          | 0,22         |             |             |  |
|                |                            |                            |              |              |             |             |  |
| Inscrits       | Inscrits                   | Inscrits                   | 83 351       | 100,00       | 83 349      | 100,00      |  |
| Abstentions    | Abstentions                | Abstentions                | 27 247       | 32,69        | 30 083      | 36,09       |  |
| Votants        | Votants                    | Votants                    | 56 104       | 67,31        | 53 266      | 63,91       |  |
| Blancs et nuls | Blancs et nuls             | Blancs et nuls             | 2 486        | 4,43         | 6 505       | 12,21       |  |
| Exprimés       | Exprimés                   | Exprimés                   | 53 618       | 95,57        | 46 761      | 87,79       |  |

Gérard Renaudo était suppléant de Pierre Merli.

### Élections de 1997
| Candidat       | Candidat             | Parti             | Premier tour | Premier tour | Second tour | Second tour |  |
| Candidat       | Candidat             | Parti             | Voix         | %            | Voix        | %           |  |
| -------------- | -------------------- | ----------------- | ------------ | ------------ | ----------- | ----------- |  |
|                | Jean Leonetti élu    | UDF (AD)          | 20 252       | 38,9         | 35 379      | 72,96       |  |
|                | Robert Crépin        | FN                | 12 134       | 23,31        | 13 110      | 27,04       |  |
|                | Jean-Michel Guichard | PS                | 8 486        | 16,3         |             |             |  |
|                | Gérard Piel          | PCF               | 3 359        | 6,45         |             |             |  |
|                | Gérard Bourrat       | Divers droite     | 3 086        | 5,93         |             |             |  |
|                | Pascal Marquès       | Les Verts         | 2 104        | 4,04         |             |             |  |
|                | Laure Greuet         | MÉI               | 514          | 0,99         |             |             |  |
|                | Paul Agius           | US4J              | 484          | 0,93         |             |             |  |
|                | Maurice Gillard      | Divers écologiste | 480          | 0,92         |             |             |  |
|                | Ouahid Bouhezza      | GÉ                | 452          | 0,87         |             |             |  |
|                | Élise Hagopian       | LT-LNÉ            | 340          | 0,65         |             |             |  |
|                | Yves Libre           | Extrême droite    | 295          | 0,57         |             |             |  |
|                | Jean-Nicolas Calitri | Divers droite     | 74           | 0,14         |             |             |  |
|                |                      |                   |              |              |             |             |  |
| Inscrits       | Inscrits             | Inscrits          | 83 805       | 100,00       | 83 800      | 100,00      |  |
| Abstentions    | Abstentions          | Abstentions       | 30 031       | 35,83        | 29 429      | 35,12       |  |
| Votants        | Votants              | Votants           | 53 774       | 64,17        | 54 371      | 64,88       |  |
| Blancs et nuls | Blancs et nuls       | Blancs et nuls    | 1 714        | 3,19         | 5 882       | 10,82       |  |
| Exprimés       | Exprimés             | Exprimés          | 52 060       | 96,81        | 48 489      | 89,18       |  |

Le suppléant de Jean Léonetti était Michel Rossi, conseiller général du canton du Bar-sur-Loup, maire de Roquefort-les-Pins.

### Élections de 2002
|                | Jean Leonetti sortant réélu | UMP               | 29 709 | 53,1   |  |  |  |
|                | Jean-Claude Frappa          | FN                | 10 796 | 19,3   |  |  |  |
|                | Philippe Mussi              | Les Verts         | 9 315  | 16,65  |  |  |  |
|                | Gérard Piel                 | PCF               | 3 078  | 5,5    |  |  |  |
|                | Fabrice Vigreux             | Divers écologiste | 498    | 0,89   |  |  |  |
|                | Claudine Michelier          | MNR               | 411    | 0,73   |  |  |  |
|                | Bérengère Michel            | Divers droite     | 334    | 0,6    |  |  |  |
|                | Michel Crouzet              | Divers écologiste | 316    | 0,56   |  |  |  |
|                | Bernadette Charmant         | LO                | 299    | 0,53   |  |  |  |
|                | Annick Decologne            | MÉI               | 280    | 0,5    |  |  |  |
|                | Jacqueline Salazar          | MHAN              | 245    | 0,44   |  |  |  |
|                | Paul Agius                  | ND                | 233    | 0,42   |  |  |  |
|                | Muriel Moselle              | IR                | 143    | 0,26   |  |  |  |
|                | Maurice Gillard             | Divers écologiste | 137    | 0,24   |  |  |  |
|                | Annick Daguet-Beau          | Divers            | 110    | 0,2    |  |  |  |
|                | Laurent Martinez            | Divers            | 47     | 0,08   |  |  |  |
|                |                             |                   |        |        |  |  |  |
| Inscrits       | Inscrits                    | Inscrits          | 89 600 | 100,00 |  |  |  |
| Abstentions    | Abstentions                 | Abstentions       | 32 849 | 36,66  |  |  |  |
| Votants        | Votants                     | Votants           | 56 751 | 63,34  |  |  |  |
| Blancs et nuls | Blancs et nuls              | Blancs et nuls    | 800    | 1,41   |  |  |  |
| Exprimés       | Exprimés                    | Exprimés          | 55 951 | 98,59  |  |  |  |

Le suppléant de Jean Léonetti était Michel Rossi, conseiller général du canton du Bar-sur-Loup, maire de Roquefort-les-Pins.

### Élections de 2007
|                | Jean Leonetti sortant réélu | UMP            | 37 281 | 63,99  |  |  |  |
|                | Noria Chaib                 | PS             | 5 619  | 9,64   |  |  |  |
|                | Edwige Madec-Vercnocke      | UDF–MoDem      | 4 390  | 7,53   |  |  |  |
|                | Gérard Piel                 | PCF            | 3 628  | 6,23   |  |  |  |
|                | Isidore Focachon            | FN             | 3 282  | 5,63   |  |  |  |
|                | Philippe Mussi              | Les Verts      | 1 718  | 2,95   |  |  |  |
|                | Carine Curtet               | MÉI            | 702    | 1,2    |  |  |  |
|                | Nicole Kretchmann           | Divers         | 473    | 0,81   |  |  |  |
|                | Maurice Cotte               | Divers         | 399    | 0,68   |  |  |  |
|                | Muguette Llorens            | MNR            | 390    | 0,67   |  |  |  |
|                | Christian Pétard            | LO             | 383    | 0,66   |  |  |  |
|                |                             |                |        |        |  |  |  |
| Inscrits       | Inscrits                    | Inscrits       | 98 611 | 100,00 |  |  |  |
| Abstentions    | Abstentions                 | Abstentions    | 39 568 | 40,13  |  |  |  |
| Votants        | Votants                     | Votants        | 59 043 | 59,87  |  |  |  |
| Blancs et nuls | Blancs et nuls              | Blancs et nuls | 778    | 1,32   |  |  |  |
| Exprimés       | Exprimés                    | Exprimés       | 58 265 | 98,68  |  |  |  |

Le suppléant de Jean Léonetti était Michel Rossi, conseiller général du canton du Bar-sur-Loup, maire de Roquefort-les-Pins. Michel Rossi remplaça Jean Léonetti, nommé membre du gouvernement, du 30 juillet 2011 au 19 juin 2012.

### Élections de 2012
|                | Jean Leonetti sortant réélu | PRV, (UMP)                    | 25 912 | 51,10  |  |  |  |
|                | Éric Martin                 | MRC, (PS, PRG, EÉLV)          | 10 769 | 21,24  |  |  |  |
|                | Mathilde Viot               | RBM (FN)                      | 8 567  | 16,89  |  |  |  |
|                | Cécile Dumas                | FG (PCF) (Divers gauche)      | 2 344  | 4,62   |  |  |  |
|                | Maurice Gillard             | AÉI                           | 1 105  | 2,18   |  |  |  |
|                | Philippe Carenzo            | SÉGA-NPA (ALT, GA, FASE, ROC) | 803    | 1,58   |  |  |  |
|                | Jean-Claude Frappa          | PDF (UDN)                     | 588    | 1,16   |  |  |  |
|                | Jean-Bruno Tondini          | DLR                           | 443    | 0,87   |  |  |  |
|                | Christian Petard            | LO                            | 177    | 0,35   |  |  |  |
|                |                             |                               |        |        |  |  |  |
| Inscrits       | Inscrits                    | Inscrits                      | 89 711 | 100,00 |  |  |  |
| Abstentions    | Abstentions                 | Abstentions                   | 38 397 | 42,8   |  |  |  |
| Votants        | Votants                     | Votants                       | 51 314 | 57,2   |  |  |  |
| Blancs et nuls | Blancs et nuls              | Blancs et nuls                | 606    | 1,18   |  |  |  |
| Exprimés       | Exprimés                    | Exprimés                      | 50 708 | 98,82  |  |  |  |

Le suppléant de Jean Léonetti était Michel Rossi.

### Élections de 2017
|                                                                                  | |                           |                           |                          |                          |
|                                                                                  | | Premier tour 11 juin 2017 | Premier tour 11 juin 2017 | Second tour 18 juin 2017 | Second tour 18 juin 2017 |
|                                                                                  | |                           |                           |                          |                          |
|                                                                                  | | Nombre                    | % des inscrits            | Nombre                   | % des inscrits           |
| Inscrits                                                                         | Inscrits | 92 905                    | 100,00                    | 92 854                   | 100,00                   |
| Abstentions                                                                      | Abstentions | 47 816                    | 51,47                     | 51 131                   | 55,07                    |
| Votants                                                                          | Votants | 45 089                    | 48,53                     | 41 723                   | 44,93                    |
|                                                                                  | |                           | % des votants             |                          | % des votants            |
| Bulletins blancs                                                                 | Bulletins blancs                                                                                               | 635                       | 1,41                      | 2 082                    | 4,99                     |
| Bulletins nuls                                                                   | Bulletins nuls                                                                                                 | 112                       | 0,25                      | 488                      | 1,17                     |
| Suffrages exprimés                                                               | Suffrages exprimés                                                                                             | 44 342                    | 98,34                     | 39 153                   | 93,84                    |
|                                                                                  | |                           |                           |                          |                          |
| Candidat Étiquette politique (partis et alliances)                               | Candidat Étiquette politique (partis et alliances)                                                             | Voix                      | % des exprimés            | Voix                     | % des exprimés           |
|                                                                                  | |                           |                           |                          |                          |
|                                                                                  | Éric Pauget Les Républicains (Union des démocrates et indépendants)                                            | 14 279                    | 32,20                     | 23 278                   | 59,45                    |
|                                                                                  | Khaled Ben Abderrahmane La République en marche !                                                              | 14 225                    | 32,08                     | 15 875                   | 40,55                    |
|                                                                                  | Lionel Tivoli Front national                                                                                   | 6 718                     | 15,15                     |                          |                          |
|                                                                                  | Philippe Carenzo La France insoumise                                                                           | 3 182                     | 7,18                      |                          |                          |
|                                                                                  | Élisabeth Deborde Europe Écologie Les Verts                                                                    | 1 535                     | 3,46                      |                          |                          |
|                                                                                  | Cécile Dumas Parti communiste français (Parti socialiste)                                                      | 1 138                     | 2,57                      |                          |                          |
|                                                                                  | Sophie Mori Debout la France                                                                                   | 964                       | 2,17                      |                          |                          |
|                                                                                  | Marie-José Vallade Écologiste (Mouvement écologiste indépendant - Le Trèfle - Mouvement hommes animaux nature) | 780                       | 1,76                      |                          |                          |
|                                                                                  | Stéphane Nedonsel Divers droite (577-Les Indépendants)                                                         | 529                       | 1,19                      |                          |                          |
|                                                                                  | Maurice Gillard Écologiste (Mouvement 100 %)                                                                   | 335                       | 0,76                      |                          |                          |
|                                                                                  | Virginie Pacorel Divers (Union populaire républicaine)                                                         | 294                       | 0,66                      |                          |                          |
|                                                                                  | Thierry Bitouzé Divers gauche (Nouvelle Donne)                                                                 | 227                       | 0,51                      |                          |                          |
|                                                                                  | Christian Pétard Lutte ouvrière                                                                                | 136                       | 0,31                      |                          |                          |
| Source : Ministère de l'Intérieur - Septième circonscription des Alpes-Maritimes | |                           |                           |                          |                          |

La suppléante d'Eric Pauget était Alexia Missana, avocat au barreau de Grasse, adjointe au maire d'Antibes.

### Élections de 2022
Les élections législatives françaises de 2022 se déroulent les dimanches 12 et 19 juin 2022.
| Résultats des élections législatives des 12 et 19 juin 2022 de la 7e circonscription des Alpes-Maritimes |                          |                          |                          |              |              |             |             |
| Candidat                                                                                                 | Candidat                 | Parti et coalition       | Nuance                   | Premier tour | Premier tour | Second tour | Second tour |
| Candidat                                                                                                 | Candidat                 | Parti et coalition       | Nuance                   | Voix         | %            | Voix        | %           |
| | Éric Pauget              | LR (UDC)                 | LR                       | 12 031       | 26,46        | 22 496      | 58,84       |
| | Éric Mele                | LREM (ENS)               | ENS                      | 10 814       | 23,78        | 15 738      | 41,16       |
| | Tanguy Cornec            | RN                       | RN                       | 7 675        | 16,88        |             |             |
| | Arthur Meyer Abbatucci   | LFI (NUPES)              | NUP                      | 7 086        | 15,58        |             |             |
| | Audrey Marius            | REC                      | REC                      | 3 472        | 7,64         |             |             |
| | Marie-José Vallade       | MHAN (TUPV)              | ECO                      | 1 146        | 2,52         |             |             |
| | Arnaud Delcasse          | GRS (FGR)                | DVG                      | 950          | 2,09         |             |             |
| | Axel Hvidsten            | EAC                      | ECO                      | 566          | 1,24         |             |             |
| | Megane Pargaud           | PA                       | ECO                      | 544          | 1,20         |             |             |
| | Laurie Febvay            | DLF (UPF)                | DSV                      | 524          | 1,15         |             |             |
| | Stanislas Marechal       | PP                       | DIV                      | 366          | 0,80         |             |             |
| | Bérengère Humbert        | OF                       | DVD                      | 137          | 0,30         |             |             |
| | Christian Pétard         | LO                       | DXG                      | 124          | 0,27         |             |             |
| | Yassin-Faisal Belguechi  | SE                       | DIV                      | 33           | 0,07         |             |             |
| Votes valides                                                                                            | Votes valides            | Votes valides            | Votes valides            | 45 468       | 98,71        | 38 234      | 92,75       |
| Votes blancs                                                                                             | Votes blancs             | Votes blancs             | Votes blancs             | 495          | 1,07         | 2 477       | 6,01        |
| Votes nuls                                                                                               | Votes nuls               | Votes nuls               | Votes nuls               | 99           | 0,21         | 512         | 1,24        |
| Total | Total                    | Total                    | Total                    | 46 062       | 100          | 41 223      | 100         |
| Abstention                                                                                               | Abstention               | Abstention               | Abstention               | 51 469       | 52,77        | 56 322      | 57,74       |
| Inscrits / participation                                                                                 | Inscrits / participation | Inscrits / participation | Inscrits / participation | 97 531       | 47,23        | 97 545      | 42,26       |

La suppléante d'Eric Pauget était Alexia Missana.

### Elections de 2024
| Candidat                 | Candidat                 | Parti et coalition       | Nuance                   | Premier tour | Premier tour | Second tour | Second tour |
| Candidat                 | Candidat                 | Parti et coalition       | Nuance                   | Voix         | %            | Voix        | %           |
| ------------------------ | ------------------------ | ------------------------ | ------------------------ | ------------ | ------------ | ----------- | ----------- |
|                          | Thierry Ferrand          | RN                       | RN                       | 23 921       | 36,32        | 26 672      | 41,27       |
|                          | Éric Pauget              | LR (UDC)                 | LR                       | 16 389       | 24,88        | 37 955      | 58,73       |
|                          | Aline Abravanel          | RE - TdP (ENS)           | ENS                      | 11 510       | 17,47        |             |             |
|                          | Arthur Meyer-Abbatucci   | LFI (NFP)                | UG                       | 10 974       | 16,66        |             |             |
|                          | Marylin Zbirou           | ÉAC                      | ECO                      | 1 651        | 2,51         |             |             |
|                          | David Quintela           | REC                      | REC                      | 932          | 1,41         |             |             |
|                          | Christian Pétard         | LO                       | EXG                      | 264          | 0,40         |             |             |
|                          | Enzo Dewasmes            | SE                       | DIV                      | 225          | 0,34         |             |             |
|                          |                          |                          |                          |              |              |             |             |
| Votes valides            | Votes valides            | Votes valides            | Votes valides            | 65 866       | 98,47        | 64 627      | 97,28       |
| Votes blancs             | Votes blancs             | Votes blancs             | Votes blancs             | 761          | 1,14         | 1 534       | 2,31        |
| Votes nuls               | Votes nuls               | Votes nuls               | Votes nuls               | 261          | 0,39         | 276         | 0,42        |
| Total                    | Total                    | Total                    | Total                    | 66 888       | 100          | 66 437      | 100         |
| Abstention               | Abstention               | Abstention               | Abstention               | 29 396       | 30,53        | 29 851      | 31,00       |
| Inscrits / participation | Inscrits / participation | Inscrits / participation | Inscrits / participation | 96 284       | 69,47        | 96 288      | 69,00       |

La suppléante d'Eric Pauget est Alexia Missana

#### Élections européennes de 2024
Pour rappel : dans la septième des neuf circonscriptions des  Alpes-Maritimes, les élections législatives de 2024 se déroulent dans le contexte du résultat aux élections européennes suivant : 
- Rassemblement national (Extrême droite - ID) : 17 551 (32,71 %)
- Renaissance (Centristes et libéraux) : 8 722 (16,25 %)
- Place publique - Parti socialiste (Sociaux-démocrates) : 6 213 (11,58 %)
- Les Républicains (Conservateurs) : 5 305 (9,89 %)
- Reconquête ! (Extrême droite - ECR) : 4 616 (8,6 %)